# Mitch Wahl
Mitchell Blake „Mitch“ Wahl (* 22. Januar 1990 in Seal Beach, Kalifornien)  ist ein US-amerikanisch-deutscher Eishockeyspieler, der zuletzt bis zum Ende der Saison 2024/25 bei den Dresdner Eislöwen aus der DEL2 unter Vertrag gestanden und dort auf der Position des Centers gespielt hat. Zuvor war Wahl bereits für die Eispiraten Crimmitschau und Kassel Huskies in der DEL2 aktiv und absolvierte darüber hinaus Partien in der Deutschen Eishockey Liga (DEL), finnischen Liiga, American Hockey League (AHL) und ECHL.

## Karriere

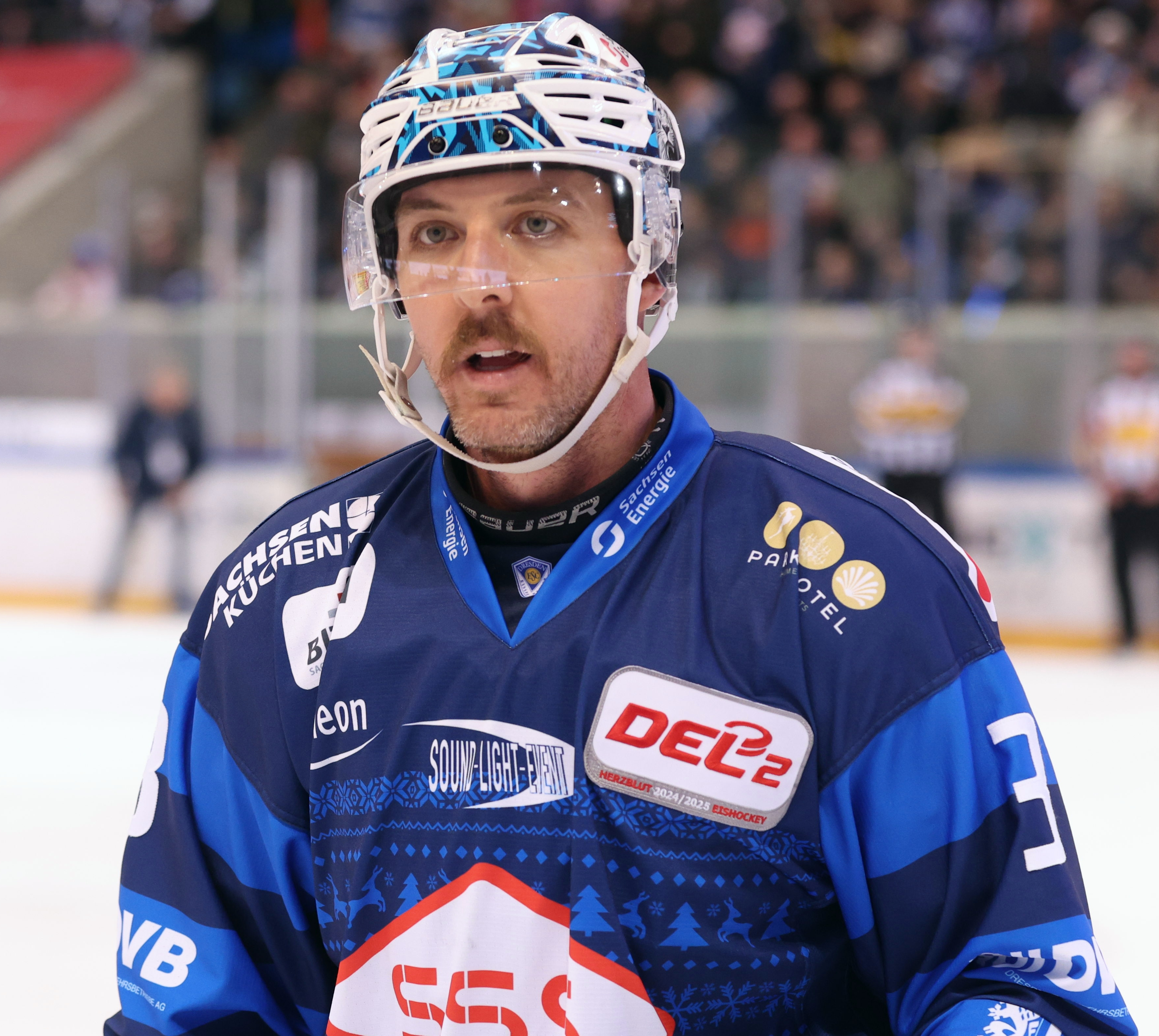
Wahl im Trikot der Dresdner Eislöwen (2024)

Nachdem Mitch Wahl eine Saison in der Jugendorganisation der Los Angeles Kings, den Los Angeles Junior Kings, verbracht hatte, startete er seine Juniorenkarriere in der Western Hockey League (WHL) bei den Spokane Chiefs. Während seiner Zeit in bei den Chiefs wurde er im Jahre 2008 von den Calgary Flames an 48. Stelle im NHL Entry Draft 2008 ausgewählt. Im selben Jahr gewann er das Double aus Ed Chynoweth Cup und Memorial Cup. Zum Gewinn des Memorial Cups trug er sechs Scorerpunkte bei.
Nach 317 WHL-Spielen ging Mitch Wahl seinen Weg in die American Hockey League (AHL) zu den Abbotsford Heat. Zwischen 2010 und 2013 verbrachte der Center auch Zeit in der ECHL bei den Utah Grizzlies, für die er auch als Assistenzkapitän auflief, sowie bei den beiden AHL-Clubs Adirondack Phantoms und den Hamilton Bulldogs, an die er ausgeliehen war. In der Saison 2013/14 verbrachte Wahl fünf Spiele beim EC Red Bull Salzburg, ehe er wieder in die Vereinigten Staaten zurückkehrte und sich den Idaho Steelheads anschloss. Außerdem absolvierte er noch zwei Spiele für die Utica Comets. Die Saison 2014/15 spielte Wahl in der ECHL bei den Florida Everblades. Nach nur einer Saison wechselte er nach Schweden zum IK Oskarshamn. Nach einer erfolgreichen Saison in der schwedischen HockeyAllsvenskan verschlug es den Stürmer nach Finnland, wo er allerdings nur 16 Spiele in der Liiga für Tampereen Ilves absolvierte, ehe er wieder nach Schweden wechselte. Erst zum Västerviks IK, zum Ende der Saison wieder zum IK Oskarshamn.
Nach zwei Jahren in Skandinavien wechselte er zurück nach Österreich in die Erste Bank Eishockey Liga (EBEL), wo er in der Saison 2017/18 für den HC Innsbruck, wo er die meisten Strafen aller Spieler in der Hauptrunde erhielt, auflief und in der Folgesaison für den EC KAC, mit dem er 2019 die Meisterschaft gewann. Zur Saison 2019/20 ging Wahl in die Slowakei zum HC 05 Banská Bystrica, löste seinen Vertrag aber nach zehn Spielen aus persönlichen Gründen auf. Im November 2019 verpflichteten ihn die Fischtown Pinguins Bremerhaven und verliehen ihn unmittelbar an die Eispiraten Crimmitschau aus der DEL2. In der Saison 2020/21 lief er für die Pinguins in der DEL auf und wechselte im November 2021 zu den Kassel Huskies in die DEL2. Im Mai 2022 wurde Wahl für eine Spielzeit von den Schwenninger Wild Wings verpflichtet. Anschließend blieb der Deutsch-Amerikaner vom Saisonende 2022/23 bis Ende November 2023 ohne Verein, ehe er von den Dresdner Eislöwen verpflichtet wurde und damit in die DEL2 zurückkehrte. Im Frühjahr 2025 gelang Wahl mit den Eislöwen der Gewinn der Meisterschaft der DEL2, der gleichbedeutend mit dem Aufstieg in die DEL war.

## Erfolge und Auszeichnungen
| - 2008 Teilnahme am CHL Top Prospects Game - 2008 Ed-Chynoweth-Cup-Gewinn mit den Spokane Chiefs - 2008 Memorial-Cup-Gewinn mit den Spokane Chiefs - 2008 Memorial Cup All-Star Team | - 2010 WHL West First All-Star Team - 2016 Bester Torschütze der Allsvenskan-Hauptrunde - 2019 EBEL-Meister mit dem EC KAC - 2025 DEL2-Meister und Aufstieg in die DEL mit den Dresdner Eislöwen |

## Karrierestatistik
Stand: Ende der Saison 2024/25

### International
Vertrat die USA bei:
- U20-Junioren-Weltmeisterschaft 2009

(Legende zur Spielerstatistik: Sp oder GP = absolvierte Spiele; T oder G = erzielte Tore; V oder A = erzielte Assists; Pkt oder Pts = erzielte Scorerpunkte; SM oder PIM = erhaltene Strafminuten; +/− = Plus/Minus-Bilanz; PP = erzielte Überzahltore; SH = erzielte Unterzahltore; GW = erzielte Siegtore; 1 Play-downs/Relegation; Kursiv: Statistik nicht vollständig)